# Cornélie van Oosterzee
Cornélie van Oosterzee (Batavia (Nederlands-Indië), 16 augustus 1863 – Berlijn, 12 augustus 1943) was een Nederlandse pianiste, dirigente en componiste.

## Biografie
Cornélie van Oosterzee werd geboren in Batavia (nu Jakarta) als jongste dochter van Pieter Cornelis van Oosterzee (1819-1882), president der Factorij der Nederlandsche Handel-Maatschappij en Carolina Johanna Theophanie Bernardina Sollewijn (1823-1887), dochter van kolonel Bernard Sollewijn. Ze had drie zusters en drie broers, onder wie de assistent-resident Louis van Oosterzee (1859-1918). De theoloog Johannes Jacobus van Oosterzee (1817-1882) was haar oom.
Toen Cornélie vijf jaar was, kwam het gezin van Batavia naar Den Haag. Op zestienjarige leeftijd begon zij met pianolessen bij Carel Wirtz en studeerde muziektheorie bij Willem Nicolaï, docent aan de Koninklijke Muziekschool in Den Haag. Haar studie stopte toen de familie in 1883 opnieuw naar Nederlands-Indië vertrok. Toen ze Clara Schumann advies vroeg in verband met haar pianostudie, raadde die haar een loopbaan als concertpianiste af, omdat ze inmiddels al begin twintig was. In Indië kon ze zich niet muzikaal ontplooien: ze noemde het "een land als een doofpot dat vrijwel alle artistieke scheppings-neigingen deed uitblusschen".
Op 25-jarige leeftijd pakte ze haar studie bij Nicolaï weer op toen ze na de dood van haar moeder in 1888 terugkeerde naar Nederland. Op aanraden van Julius Röntgen en Johannes Messchaert besloot zij haar opleiding in Duitsland voort te zetten. Zij studeerde bij Samuel de Lange jr. in Stuttgart en bij Robert Radecke. Na twee jaar op het Stern'sches Konservatorium in Berlijn werd ze in 1892 als enige vrouwelijke student toegelaten tot de 'Meisterschule' voor orkestratie van Heinrich Urban omdat zij "helemaal niet componeerde als een dame". Hij bedoelde dat als een compliment.
Het buiten Nederland studeren als vrouw was in die tijd lastig. Zelf schreef ze: "Het ‘vrouw-zijn’ heeft heel wat wantrouwen en koele afwijzing gewekt, hoevele stenen me niet op den weg gelegd! Mocht ik eenigszins baan gebroken hebben en éénigszins voor mijne medezusters dat ontmoedigende wantrouwen overwonnen hebben, - hoe gelukkig zou mij dat maken!"
In eigen land werd Cornélie van Oosterzee wel degelijk geëerd, want ze werd in 1897 geridderd in de Orde van Oranje-Nassau. Op 31 augustus 1898 dirigeerde ze bij de opening van de Nationale Tentoonstelling van Vrouwenarbeid in Den Haag het Concertgebouworkest in een door haar gecomponeerde openingscantate, solisten waren Alltje Noordewier-Reddingius en Anna Strock-Kappel.
Van Oosterzee componeerde in een laatromantisch idioom waaruit een grote bewondering voor Wagner en Strauss af te leiden viel. Ze schreef liederen, koorwerken, pianomuziek, kamermuziek, orkestwerken (symfonische gedichten en een symfonie) en een opera. De enige neerslag van haar Indische periode is te vinden in de Sechs leichte Klavierstücke op. 55, waarin een Malaiisches Wiegenliedchen en een Javanische Tanz zijn opgenomen.
Haar muziek werd aanvankelijk regelmatig uitgevoerd, zowel in Duitsland door de vooraanstaande dirigenten Arthur Nikisch en Gustav Kogel als door het belangrijkste orkest van Nederland, het Concertgebouworkest voerde zeventien keer een werk van haar uit. Zo klonk het Voorspel van "Iolanthe" op 1 september 1894 bij de feestelijke opening van de Stadsschouwburg Amsterdam onder leiding van chef-dirigent Willem Kes. Zijn opvolger Willem Mengelberg dirigeerde in 1897 in het Concertgebouw haar Königs-Idyllen (zijzelf leidde de Haagse uitvoering datzelfde jaar), in 1900 haar Symfonie in f mineur.  Een afzonderlijk deel uit de vierdelige Königs-Idyllen werd in 1910 nog eens ten gehore gebracht door de tweede dirigent Cornelis Dopper, maar daarna heeft het Concertgebouworkest geen composities van Van Oosterzee meer op de lessenaars gehad. Haar veristische opera Das Gelöbnis ging op 1 mei 1910 in première onder leiding van Peter Raabe in het Hoftheater in Weimar. De recensie in het invloedrijke Neue Zeitschrift für Musik liet er geen spaan van heel: noch voor het libretto, noch voor de muziek van Cornélie van Oosterzee kon er een goed woord af. Het publiek was echter enthousiast en ook dat wekte de ergernis van de recensent.
Over haar laatste 25 jaar is relatief weinig bekend. Ze bleef ongehuwd en kinderloos en woonde tegen het einde van haar leven met haar zuster Carolina Henriëtte Paulina in de Aschaffenburger Straße te Berlijn-Wilmersdorf. Ze was onder meer muziekcorrespondente voor het Algemeen Handelsblad. In een ongedateerd krantenbericht wordt vermeld dat ze het Ereteken van het Duitse Rode Kruis kreeg "wegens hare opofferende werkzaamheden voor de Duitsche noodlijdenden". In het interbellum verflauwde de belangstelling voor haar werk, omdat modernere componeerstijlen de aandacht vroegen. Sommige liederen en koorwerken werden nog weleens gezongen. Aan het eind van haar leven waren haar grotere werken geheel vergeten.
Ze stierf in 1943, kort voor haar 80ste verjaardag, in Berlijn. Veel van haar muziek is verloren gegaan, mogelijk enige tijd na haar dood bij de verwoestingen van de Slag om Berlijn in 1945. Vooral van de ongeveer 40 bewaard gebleven liederen wordt een aantal beoordeeld als interessant genoeg om onder het stof vandaan te worden gehaald.

## Werken (selectie)
Van de pianomuziek, de liederen en de koorwerken is een groot deel uitgegeven bij onder meer Muziekuitgeverij A.A. Noske en Breitkopf & Härtel. Het merendeel van de grotere werken is verloren gegaan. Van niet alle hieronder genoemde werken is de datering te achterhalen.
- Strijkkwartet, 1889
- Pianokwintet in cis mineur, 1890
- Tannhäuser-Lied (1892)
- Arabischer Tanz voor blazers
- Voorspel, Lierzangen en Naspel van "Jolanthe", 1893-1894
- Nordische Phantasy voor orkest, ± 1895
- Te Bethlehem voor koor a capella, 1895
- Kinderscenen voor piano, viool en cello,
- Fête costumée voor piano
- Akademischer Festmarsch
- Königs-Idyllen, suite van vier symfonische gedichten naar Idylls of the King van Tennyson, 1896-1897
- Cantate ter opening der Nationale Tentoonstelling voor Vrouwenarbeid voor groot orkest, orgel en mannenkoor, 1898
- Symfonie in f mineur, 1899-1900
- Fantasiestukjes voor piano, 1900
- Fantasiestukken voor viool, cello en piano, 1900
- 2 Stimmungsgedichte op. 21, 1901
- 3 Liebeslieder op. 22, 1901
- 4 Petites Valses capricieuses À Madame Teresa Carreño voor piano, op. 23
- Chansons sentimentales op. 54, 1905
- Sechs leichte Klavierstücke op. 55 voor piano vierhandig
- Carnaval op. 58 voor piano, 1905
- Das Gelöbnis, muziekdrama in twee bedrijven en vier taferelen, libretto van Gertrud Klett en Luise von Wittich naar de gelijknamige novelle van Richard Voß, 1910

- Digitale Bibliotheek voor de Nederlandse Letteren: oost195
- Gemeinsame Normdatei: 143047620
- International Standard Name Identifier: 0000 0001 0808 0162
- Library of Congress Control Number: no2013082979
- MusicBrainz: 801a63e0-b8e3-4507-9552-6f6451acaaf4
- Nederlandse Thesaurus van Auteursnamen: 069949719
- SNAC: w648831j
- Virtual International Authority File: 160528469
- WorldCat: E39PBJkdfrpXMtx7CFtXXvKfMP